# Tony Harrisson
Pour les articles homonymes, voir Harrisson.
Tony Harrisson, né Tony Harrisson Mpoudja le 30 juillet 1981 à Paris, est un acteur, scénariste et réalisateur français.

## Biographie
Il a notamment joué dans des films comme La Squale, pour lequel il a obtenu le prix d'interprétation du meilleur espoir au festival de Paris (en) en 2001, Dans tes rêves, Orpailleur, La Mer à boire, Jungle Jihad, Fièvres, 24 jours ou encore Mon amie Victoria et des téléfilms et séries télévisées comme Le Lycée, La Commune, Engrenages, Enquêtes réservées, Tiger Lilly ou Braquo. En 2014, pour Alexandre Arcady, il incarne Youssouf Fofana dans 24 jours.
Au théâtre, on a pu le voir dans des pièces telles que Le Costume ou encore Tierno Bokar, mise en scène par Peter Brook, ou encore, en 2012, dans Bug, mise en scène par Philippe Adrien, à la Tempête. Il intègre la compagnie d’Irina Brook en 2009. Il travaille souvent dans des productions allemandes pour des fictions, notamment Unter Verdacht ou Mutter muss weg ou Wer hat Angst vorm weißen Mann?. Il a coécrit notamment le scénario du court métrage Brouillard avec Cecilia Mazur. Il a écrit des chansons pour le cinéma et la télévision, depuis la création de son premier groupe Tony et les Cyclopes. Il a également participé à l'adaptation pour le théâtre de Boumkoeur de Rachid Djaidani ou à L'Odyssée avec Irina Brook.

## Filmographie

### Cinéma

#### Longs métrages
- 1999 : La Squale de Fabrice Genestal : Toussaint
- 2004 : Snow White de Samir : Vince
- 2004 : Dans tes rêves de Denis Thibault : Gun
- 2007 : Scorpion de Julien Seri : Moïse
- 2008 : 35 Rhums de Claire Denis : Tony
- 2009 : Orpailleur de Marc Barrat : Rod
- 2012 : La Mer à boire de Jacques Maillot : Krimau
- 2012 : Jungle Jihad de Nadir Ioulain : Anthony
- 2014 : Fièvres d'Hicham Ayouch : Claude
- 2014 : 24 Jours d'Alexandre Arcady : Youssouf Fofana
- 2014 : Mon amie Victoria de Jean-Paul Civeyrac : Sam
- 2014 : Darkweb d’Olivier Vaussenat : Alexandre
- 2015 : Gen-Ar de Gilles Thompson : Omar
- 2015 : Réception de Gilles Verdiani : Romain Bourgeois
- 2016 : Volt de Tarek Ehlail : Hesham
- 2017 : Fractures d'Harry Roselmack : Black Luda
- 2019 : L'Angle mort de Pierre Trividic et Patrick Mario Bernard : David Brassan jeune
- 2021 : Les Olympiades de Jacques Audiard : Anicet

#### Courts métrages
- 2000 : Balafola de Mohammed Camara
- 2003 : Bonne nuit ou Dormir en voiture de Jean-Paul Salomé : Djeld
- 2003 : Tout l'univers de Fabrice Benchaouche : Mamadou
- 2008 : Sans titre de Valéry Schatz : Lui
- 2011 : Je me sens si bien de Sergio Pulido
- 2011 : Brouillard de Tony Harrisson
- 2011 : L'Étoile et la lune de Tony Harrisson
- 2014 : T'étais où quand Michael Jackson est mort ? de Jean-Baptiste Pouilloux
- 2014 : L’arbre à palabre de Keen de Kermadec : Le mari
- 2019 : All Blood Runs Red de Paul Mignot
- 2021 : Clean de Tony Harrisson
- 2021 : Flashback de Mohamed Hamdaoui

### Réalisations et scénarios courts-métrages
- 2011 : Brouillard.
- 2011 : L'Étoile et la lune.
- 2018 : L'Écran de Max
- 2021 : Clean

### Télévision

#### Téléfilms
- 2000 : Le Baptême du boiteux de Paule Zajdermann : Djamo
- 2004 : Procès de famille d’Alain Tasma : Moss
- 2011 : Goldman de Christophe Blanc : Roland
- 2011 : Mutter muss weg de Edward Berger : Carlos
- 2013 : Wer hat Angst vorm weißen Mann? de Wolfgang Murnberger : Alpha Kitenge
- 2013 : BlitzBlank de Ingo Rasper : Tony Makeba
- 2015 : Emma nach Mitternacht de Torsten C. Fischer : Papa

#### Séries télévisées
- 2000 : Le Lycée de Miguel Courtois et Étienne Dhaene : Bakari Diallo
- 2007 : La Commune, 5 épisodes de Philippe Triboit : Patrice Ossomba
  - 2007 : Visite guidée
  - 2007 : Addictions
  - 2007 : Ainsi parlait Sun Tzu
  - 2007 : All Power to the People ?
  - 2007 : Au nom du père
- 2009 : Braquo, 1 épisode saison 3, de Manuel Boursinhac : Idriss Alioum
- 2010 : La collection pique sa crise, épisode Bec et ongles d’Élodie Monlibert
- 2010 : SOKO Donau, épisode Mörderische Sehnsucht de Erhard Riedlsperger : Kofi Nukunya
- 2011 : Double jeu (Unter Verdacht), épisode Die elegante Lösung de Aelrun Goette : Ernesto Vetta
- 2012 : Enquêtes réservées, épisode Tir cadré de Laurent Carcélès : Steve Koundé
- 2012 : Engrenages, 1 épisode saison 2, de Jean-Marc Brondolo : maître Simoni
- 2013 : Alice Nevers, le juge est une femme, épisode Amazones de Thierry Petit : Moussa N'Guebe
- 2013 : Boulevard du Palais, épisode Les Liens de sang de Christian Bonnet : Jocelyn
- 2013 : Tiger Lily, 4 femmes dans la vie, 2 épisodes de Benoît Cohen : T-Bone
  - 2013 : Mes désirs font désordre
  - 2013 : Tiger ou Lily ?
- 2014 : En immersion de Philippe Haïm, 3 épisodes saison 1 : Rasta
- 2015 : Tatort, épisode Hundstage de Stephan Wagner

## Théâtre

### Comédien
- 2001 : Le Costume de Mothobi Mutloatse, adapté et mis en scène par Peter Brook au théâtre des Bouffes du Nord et au théâtre de l’Œuvre à Paris puis en tournée
- 2004 : Tierno Bokar d’Hampaté Bâ, adapté et mis en scène par Peter Brook au théâtre des Bouffes du Nord à Paris puis en tournée.
- 2009 : Une odyssée d’Homère, mis en scène par Irina Brook au Lucernaire de Paris et en tournée
- 2009 : Boumkœur de Rachid Djaïdani, adaptation et mis en scène par Rachid Djaidani au théâtre de la Boutonnière à Paris.
- 2011 : Cette vieille magie noire de Koffi Kwahulé, mis en scène par Michel Didym
- 2012 : Bug de Philippe Adrien et Jean-Louis Bauer, mis en scène par Philippe Adrien au théâtre de la Tempête à Paris
- 2013 : Josefa du Collectif de la Boutonnière, mis en scène par Rachid Djaidani au théâtre de la Boutonnière à Paris
- 2013 : Marathon à New York d’Edoardo Erba, mis en scène par Habib Naghmouchin au théâtre de la Boutonnière à Paris

- 2015-2017: Ici, il n'y a pas de pourquoi!, mis en scène et adaptation de Tony Harrisson, d’après le témoignage de Primo Levi et Pieralberto Marché, Si c'est un homme, salle Rossini de la mairie du 9e arrondissement de Paris, Espace Reuilly de Paris, théâtre de La Luna au Festival d’Avignon off, théâtre du Lucernaire

### Mises en scène
- 2015 : Drôles de menteurs de Tony Harrisson et Cécilia Mazur, au théâtre du Petit Gymnase à Paris
- 2015 : Ici, il n'y a pas de pourquoi!, adaptation de Tony Harrisson, d’après le témoignage de Primo Levi et Pieralberto Marché, Si c'est un homme, salle Rossini de la mairie du 9e arrondissement de Paris
- 2016 : Ici, il n'y a pas de pourquoi!, adaptation de Tony Harrisson et de Cecilia Mazur d’après le témoignage de Primo Levi et Pieralberto Marché, Si c'est un homme au théâtre de La Luna au Festival d'Avignon off
- 2017 : Ici, il n'y a pas de pourquoi!, adaptation de Tony Harrisson et de Cecilia Mazur d’après le témoignage de Primo Levi et Pieralberto Marché, Si c'est un homme, au Théâtre du Lucernaire
- 2017: Les Exilés au théâtre André Malraux à Sarcelles, Salle Rossini de la mairie du 9e arrondissement de Paris, Espace Reuilly dans le 12e arrondissement

## Distinctions
- 2001 : Prix du meilleur espoir au festival de Paris (en), pour La Squale de Fabrice Genestal
- 2006 : Pré-nomination pour le César du meilleur espoir masculin pour Dans tes rêves de Denis Thibault